# La Traversée des sentiments
La Traversée des sentiments est un roman de Michel Tremblay, paru en 2009.

## Résumé
Alors que sévit la canicule montréalaise du mois d'août 1915, alors que la Première Guerre mondiale fait rage en Europe, Maria Desrosiers décide de partir en vacances avec ses enfants, Nana et Théo, et ses sœurs, Teena et Tititte, à Duhamel, un village au cœur des Laurentides.
Ce retour initiatique aux sources des plus vieilles montagnes du monde est un moment de paix et de bonheur pur pour ces femmes constamment accaparées à la ville par le quotidien. Dans le calme de la nature, les trois sœurs peuvent enfin se livrer aux confidences et se révéler des secrets de famille.
Cependant, pour Nana, la contrée forestière et sauvage soulève en elle de vifs sentiments ainsi que des premiers émois qu'elle ne comprend pas bien. Elle reçoit le carnet de contes de Joséphat-le-Violon et son imagination donne libre cours à la lecture de la première histoire basée sur la légende de la chasse-galerie.